# Falsen
(de) Falsen er en dansk og norsk lavadelig brevadelsslægt, der er uddød i Danmark, men som stadig blomstrer i Norge.

## Våben
Skjoldet delt af sølv og rødt, deri en traneklo af modsat farve, holdende en sort kugle, på hjelmen en sølv-due med et grønt olieblad under et grønt laurbærtræ mellem to af rødt og sølv vekselvis delte vesselhorn.

## Historie
Falle Petersen (1625-1702), købte 1646 Østrupgård for 1.850 rigsdaler. Hans sønner, Enevold de Falsen (1686-1761) som konferensråd, rådmand, senere borgmester i København, og Johan Eskild de Falsen (1689-1758) til Søbo, justitsråd, adledes ved patent af 18. august 1758 som tak for tjenester for kongen (Enevold: "i Henseende til hans 30-aarige Tjeneste" og Johan Eskild "som i seneste Krig havde gjort sig fortjent til Søs"). Enevold de Falsen var den eneste, der efterlod sig sønner, og med hans søn, Christian Magnus de Falsen (1719-1799), kom slægten til Norge
Enevold de Falsen til Østrupgård blev gift 1715 med Mette Christine Sørensen (1691-1758). Han havde to sønner, Christian Magnus de Falsen (1719-1799), konferensråd og justitiarius i Overhofretten i Christiania, og Johan Eskild de Falsen (1726-1808), generalkrigskommissær, som var fader til forfatterinden Johanne Christine Harboe (1763-1843). Førstnævnte havde af ægteskabet med Mechtele Christine de Falsen en søn:
Enevold de Falsen (1755-1825) som etatsråd og overrets-justitiarius i Christiania, havde af ægteskabet med Anne Henrikke Petronelle Mathiessen (1762-1825), fire sønner:
1. Christian Magnus Falsen (1782-1830), justitiarius i Norges Høyesterett, gift: a) med Anna Munch (død 1810), 2) med Elisabeth Stoltenberg, født Böckmann
2. Carl Valentin Falsen (1787-1852), stiftamtmand, gift: 1) med Anna Bruun Kaasbøll (død 1802), 2) med Louise Kaltenborn
3. Hagbarth Falsen (1792-1836), stiftamtskriver, gift med Aletta Fleischer, ansattes i Norge, hvor deres afkom har udbredt sig
4. Den fjerde søn, Jørgen Conrad de Falsen (1785-1849) til Søbysøgård, kontreadmiral, gift: 1) 1811 med Cecilie Catharine Høyer (1785-1817), 2) med Georgine Rosenkrantz købte 1844 Søbysøgård; hans søn, Enevold de Falsen (1812-1867), kaptajn, kammerjunker, gift 4. november 1847 med Augusta Alexandrine Christmas, datter af kontreadmiral John Christmas

Døtre af Enevold de Falsen (1812-1867):
1. Malvina Cecilia Charlotte de Falsen (10. december 1848 - 23. februar 1919), til Søbysøgård, gift 25. oktober 1867 med Frederik Christian Herman lensbaron Zytphen‑Adeler (1840-1908), til Baroniet Adelersborg (ved patent af 24. december 1867 blev det tilladt ham med sit hidtil førte navn og våben at forene det Falsen'ske navn og våben)
2. Elisabeth Auguste Anna de Falsen (1. juli 1850 - ?), i Vallø, siden gift med baron, hofjægermester Gebhard Elimar Otto Zytphen-Adeler (1843-1917)
3. Charlotte de Falsen (29. juli 1851 - ?), gift 4. september 1869 med Henri Céléstin Marie Guilhaume greve de Lort Sérignan (3. februar 1850 - 1885), en søn af grev Henri de Lort Sérignan

Hagbarth Falsen (1792-1836) var fader til amtmand og statsråd John Collett Falsen (1817-1879).